# Mangiare bere uomo donna
Mangiare bere uomo donna (飲食男女 Yǐn shí nán nǚ) è un film del 1994 diretto da Ang Lee. 
Il film, girato a Taiwan con protagonisti Sihung Lung, Yu-wen Wang, Chien-lien Wu e Kuei-mei Yang, venne presentato nella Quinzaine des Réalisateurs al 47º Festival di Cannes, fu molto apprezzato dalla critica al punto da essere candidato all'Oscar al miglior film straniero.

Il titolo riprende una citazione del Libro dei riti confuciano che allude a quelli che sono i desideri primari dell'essere umano: mangiare, bere e piacere sessuale.
Nel 2001 ne venne realizzato un rifacimento statunitense dal titolo di Tortilla Soup.

## Trama
Il signor Chu, vedovo e chef di indubbia fama, vive in una grande casa a Taipei con le sue tre figlie non ancora sposate: Jia-Jen, un'insegnante di chimica convertita al Cristianesimo; Jia-Chien, una dirigente per una compagnia aerea; e Jia-Ning, una studentessa che lavora anche in un fast food. Ogni domenica la famiglia si incontra per condividere di fronte a un lauto pranzo preparato dalle esperte mani dell'anziano chef, le esperienze di vita di ognuno.
La prima rivelazione sorprendente giunge dalla più giovane, Jia-Ning, che nel consolare l'ex della sua amica ne è divenuta amante e annuncia in un pranzo domenicale di essere rimasta incinta e di andare a vivere con il suo compagno.
A seguirla è l'insospettabile Jia-Jen, innamoratasi del nuovo professore di ginnastica, dopo essere stata oggetto di un terribile scherzo da parte dei suoi alunni, si apre al rapporto con quest'uomo, anche lui innamorato di lei, e annuncia il suo matrimonio e la volontà di convertire il suo futuro marito.
Jia-Chen, in carriera, e con una proposta di lavoro che la vedeva in procinto trasferirsi ad Amsterdam è inaspettatamente quella che rimane più a lungo a casa. Dopo essere stata vittima di una truffa nell'acquisto di un appartamento, trova consolazione con le soddisfazioni lavorative. Qui conosce Kai-Li un bell'uomo, sposato, con il quale flirta finché non si accorge essere il vecchio fidanzato della sorella Jia-Jen, a lungo traumatizzata dal suo abbandono. Frenata da questa cosa va fino in fondo scoprendo che la sorella non fu mai fidanzata con Kai-Li. Intanto dopo aver rotto con lo stesso, scopre che il suo ex si sta risposando e si ritrova sola.
La rivelazione più scioccante è però quella dello stesso Chu che, dopo aver perso il suo grande amico Wen, e aver deciso di ritirarsi a seguito anche dei problemi con il gusto, annuncia di essersi legato a Jin-Rong, vicina di casa coetanea delle sue figlie, madre divorziata, la cui madre Madame Liang immaginava che l'uomo fosse intenzionato a fare a lei la proposta...
Messa in vendita la casa di famiglia, si ritrovano per un ultimo pasto Jin-Chien e il padre Chu che, assaggiando una zuppa della figlia le fa i complimenti ma trova anche dei difetti... riscoprendo così di aver sorprendentemente ritrovato il gusto.

## Riconoscimenti
- 1994 - National Board of Review
  - Miglior film straniero
- 1995 - Kansas City Film Critics Circle
  - Miglior film straniero